# Station Clisson
Station Clisson is een spoorwegstation in de Franse gemeente Clisson.